# Sternwartepark

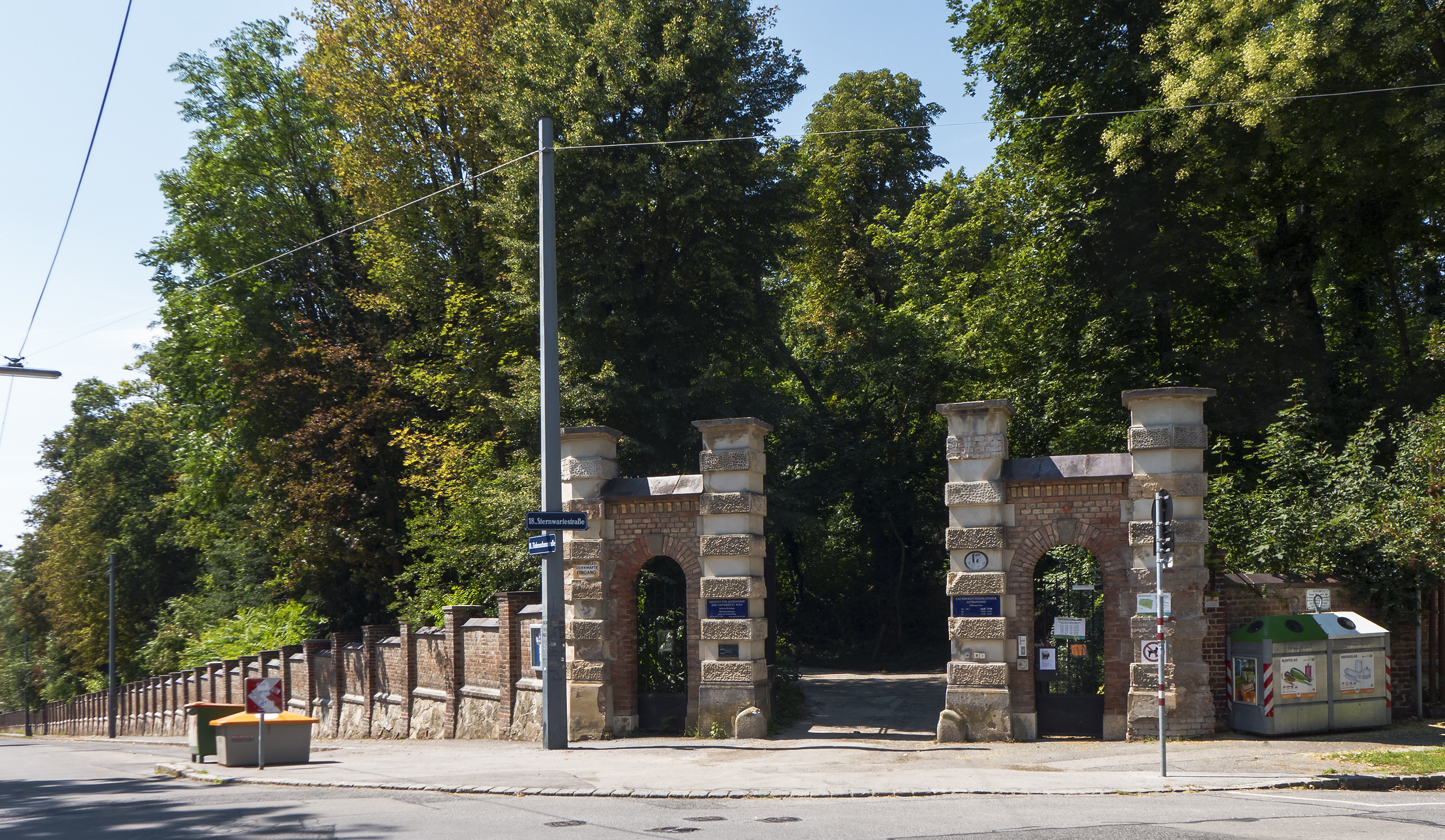
Haupteingang zum Sternwartepark

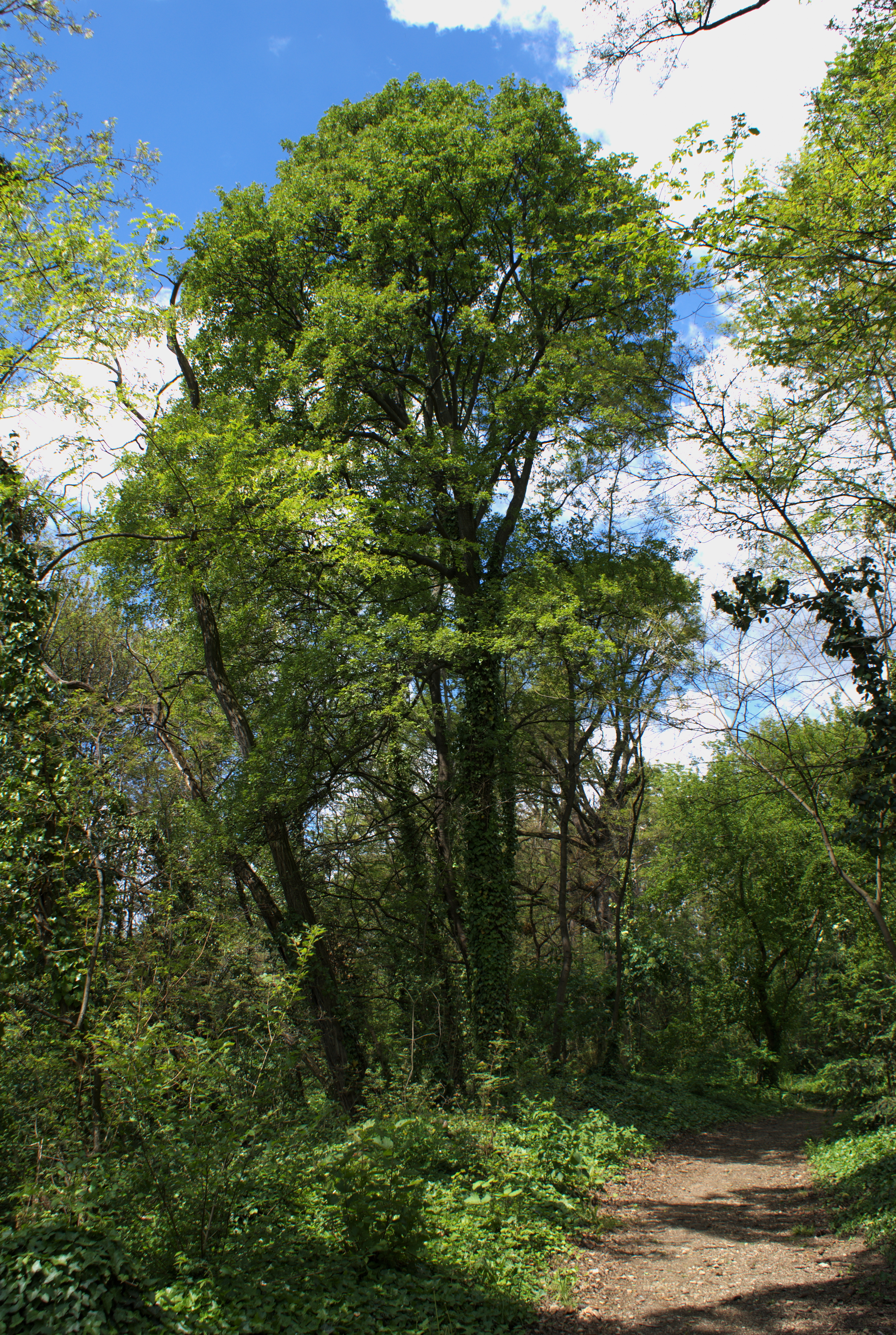
Weg im Sternwartepark

Der Sternwartepark (auch: Sternwarteareal) ist eine im Eigentum der österreichischen Bundesimmobiliengesellschaft (BIG) befindliche Grünfläche in Wien-Währing, in deren Zentrum die Universitätssternwarte Wien steht. Um eine geplante teilweise Verbauung dieses Areals ist im Jahr 1973 ein medial stark beachteter Konflikt mit politischen Weiterungen aufgebrochen.
Auf dem 58.891 m² großen Areal um die Universitätssternwarte Wien im so genannten Cottageviertel von Währing sollte Anfang der 1970er Jahre der Neubau des zoologischen Instituts der Universität errichtet werden, was eine Verkleinerung der Grünfläche um 3.615 m² bedeutet hätte. Eine Bürgerinitiative von Anrainern wandte sich gegen das Bauprojekt und forderte die Öffnung des Parkes für die Öffentlichkeit. Bürgermeister Felix Slavik veranlasste die Abhaltung einer Volksbefragung – ein Novum für Wien, wobei er sich und seine Partei, die Wiener SPÖ, auf Seiten der Verbauungsinteressenten engagierte. Die Bürgerinitiative gewann dagegen als mächtigen Alliierten die auflagenstarke Kronenzeitung, die in den Monaten vor der Abstimmung eine massive Medienkampagne gegen die Verbauung führte. 
Die Abstimmung im Mai 1973 ergab eine Mehrheit von 57,4 % der abgegebenen Stimmen gegen eine Verbauung des Parkgrundstücks, bei einer Abstimmungsbeteiligung von etwa einem Drittel der wahlberechtigten Wiener. Als unmittelbare Folge trat Bürgermeister Slavik zurück und überließ seinen Platz Leopold Gratz. Der Konflikt um den Sternwartepark gilt als wichtiges Dokument der Entwicklung des Umweltbewusstseins in Wien, aber auch als Beispiel für den konsequenten Einsatz von privater Medienmacht. 
Das Sternwarteareal gehört heute als Naturdenkmal 713 zu den anerkannten Wiener Naturdenkmälern. Es befindet sich in unmittelbarer Nachbarschaft des rund dreimal so großen Türkenschanzparks.
Im Jahr 2012 startete die Kronenzeitung eine Kampagne zur Öffnung des Areals für die Öffentlichkeit. Kurz darauf begann die zuständige Umweltstadträtin Ulli Sima die Öffnung des Parks vorzubereiten. Eine von Anrainern gegründete Bürgerinitiative befürchtete eine langfristige Zerstörung des naturbelassenen Areals und sprach sich gegen die Öffnung aus. Nachdem im April 2013 ein bis dahin gesperrter Rundweg reaktiviert und etwa 50 Bäume gefällt wurden, sind markierte Bereiche des Areals seit dem 2. Mai 2013 an Werktagen tagsüber öffentlich zugänglich.